# 28 رمضان
- السبت
- الأحد
- الاثنين
- الثلاثاء
- الأربعاء
- الخميس
- الجمعة

- 11 مارس 2025
- 22 مارس 2025
- 33 مارس 2025
- 44 مارس 2025
- 55 مارس 2025
- 66 مارس 2025
- 77 مارس 2025
- 88 مارس 2025
- 99 مارس 2025
- 1010 مارس 2025
- 1111 مارس 2025
- 1212 مارس 2025
- 1313 مارس 2025
- 1414 مارس 2025
- 1515 مارس 2025
- 1616 مارس 2025
- 1717 مارس 2025
- 1818 مارس 2025
- 1919 مارس 2025
- 2020 مارس 2025
- 2121 مارس 2025
- 2222 مارس 2025
- 2323 مارس 2025
- 2424 مارس 2025
- 2525 مارس 2025
- 2626 مارس 2025
- 2727 مارس 2025
- 2828 مارس 2025
- 2929 مارس 2025
- 130 مارس 2025
- 231 مارس 2025
- 31 أبريل 2025
- 42 أبريل 2025
- 53 أبريل 2025
- 64 أبريل 2025

28 رمضان أو 28 رمضان المُبارك أو يوم 28 \ 9 (اليوم الثامن والعُشرون من الشهر التاسع) هو اليوم الرابع والستون بعد المائتين (264) من أيَّام السنة (أو الخامس والستون بعد المائتين لو كان شهر شعبان مُتممًا لليوم الثلاثين أو السادس والستون بعد المائتين لو أتم كلاً من صفر وربيع الآخر وجمادى الآخرة وشعبان ثلاثين يوماً) وفق التقويم الهجري القمري (العربي). يبقى بعده 90 أو 91 يومًا لانتهاء السنة.

## أحداث
- 4 هـ - الرسول محمد يتزوج بالسيدة زينب بنت خزيمة بن الحارث التي لقبت بأم المساكين.
- 9 هـ - قدوم وفد من ثقيف إلى الرسول محمد حيث أعلنوا إسلامهم وولائهم للمسلمين في المدينة المنورة.
- 92 هـ - نشوب معركة شذونة أو وادي لكة بين المسلمين بقيادة طارق بن زياد والقوط الغربيين بقيادة لذريق، وكان النصر فيها حليف المسلمين، وقد هيأ هذا النصر أن يدخل الإسلام إلى أيبيريا، وأن تظل دولة مسلمة ثمانية قرون.
- 386 هـ - مبايعة الحاكم بأمر الله الفاطمي بالخلافة بعد موت أبيه العزيز بالله.
- 415 هـ - الوزير الفاطمي الجرجرائي يجهز سماط العيد على العادة وفيه مائتا قطعة من التماثيل السكر وسبعة قصور كبار من السكر، وشق البلد في موكب هائل بالجنود والطبالين والمغنيين، وذلك في خلافة الظاهر لإعزاز دين الله.
- 558 هـ - القائد ضرغام يثور على الوزير الفاطمي شاور بن مجير السعدي، وحدثت بينها موقعة قتل فيها ابن لشاور وأخ له. فهرب شاور من القاهرة للشام، ونهب ضرغام داره ودور أولاده وأتباعه.
- 843 هـ - السلطان المملوكي جقمق يعين ابن الطبلاوي نقيبًا للجيش.
- 1338 هـ - البدء بتشييد سور الكويت الثالث وذلك بعد معركة حمض.
- 1353 هـ -
  - إيطاليا الفاشية بقيادة بينيتو موسوليني تغزو الحبشة.
  - افتتاح الخط الكبير لأنابيب البترول من الموصل العراقية إلى حيفا، وقد تعطّل هذا الخط بعد ذلك بسنوات، وقد حاولت قوات الاحتلال الأمريكية في العراق إعادة فتحة لتأمين احتياجات إسرائيل من البترول.
- 1366 هـ - باكستان تستقل عن الهند بقيادة محمد علي جناح.
- 1385 هـ - أنديرا غاندي تتولى رئاسة الوزراء في الهند.
- 1398 هـ - اختفاء الإمام موسى الصدر أثناء تواجده في ليبيا.
- 1416 هـ - زلزال في منطقة إريان جايا بإندونيسيا بقوة 8.2 على مقياس ريختر يؤدي إلى سقوط 108 قتيل وإصابة 423 شخص وحصول أضرار ضخمة حدثت بسبب تسونامي صاحب الهزة وصل ارتفاعه إلى أكثر من 7 أمتار في العديد من المناطق.
- 1427 هـ - إنشاء هيئة البيعة السعودية بأمر من الملك عبد الله بن عبد العزيز آل سعود.
- 1436 هـ - التوصل إلى اتفاق شامل وتاريخي بشأن البرنامج النووي الإيراني بين مجموعة 5+1 وإيران.
- 1437 هـ - وقوع تفجيرات بالعاصمة العراقية بغداد تسفر عن مقتل 292 و إصابة 250 تبناها تنظيم الدولة الإسلامية.
- 1439 هـ - القوات اليمنية المدعومة من التحالف العربي تبدأ هجوما على ميناء مدينة الحديدة في ظل تجاهل الحوثيين للموعد النهائي للانسحاب.

## مواليد
- 1287 هـ - عبد العزيز فهمي، قاض وأحد زعماء حزب الأحرار الدستوريين بمصر.
- 1356 هـ - ممدوح الليثي، كاتب سيناريو ومنتج مصري.
- 1367 هـ -
  - الجيلالي فرحاتي، مخرج مغربي.
  - مديحة كامل، ممثلة مصرية.
- 1377 هـ - عبد الحكيم قطيفان، ممثل سوري.
- 1391 هـ - مصطفى حاجي، لاعب كرة قدم مغربي.
- 1400 هـ - نادين سلامة، ممثلة سورية.
- 1403 هـ - مساعد ندا، لاعب كرة قدم كويتي.
- 1404 هـ - حسين حاكم، لاعب كرة قدم كويتي.
- 1406 هـ - إبراهيم دشتي، مغني وممثل كويتي.
- 1418 هـ - شاهندة، ممثلة عراقية.

## وفيات
- 65 هـ - مروان بن الحكم، الخليفة الأموي الرابع في دمشق ومؤسس الدولة الأموية الثانية.
- 208 هـ - نفيسة بنت الحسن، عالمة زاهدة من سيدات أهل البيت.
- 272 هـ - أبو معشر البلخي، فلكي ورياضياتي مسلم.
- 386 هـ - العزيز بالله نزار بن معد بن إسماعيل، خامس الخلفاء الفاطميين.
- 703 هـ - محمد أولجايتو، ثامن الإلخانات المغول.
- 808 هـ - ابن خلدون، مؤرخ وعالم اجتماع مسلم.
- 1329 هـ - أحمد عرابي، قائد وزعيم مصري.
- 1360 هـ - مي زيادة، أديبة لبنانية فلسطينية.
- 1382 هـ - بشر فارس، كاتب مسرحي ومؤرخ وشاعر لبناني مصري.
- 1406 هـ - توجو مزراحي، سينمائي مصري من أصل إيطالي.
- 1414 هـ - عبد القادر علولة، كاتب مسرحي جزائري.
- 1417 هـ - عبد الله بن زيد آل محمود، عالم دين سني سعودي.
- 1420 هـ - سلطان العويس، شاعر وتاجر وفاعل خير إماراتي.

## وصلات خارجية
- موقع قصة الإسلام: حدث في شهر رمضان.